# Brad Beven
Brad Beven (Mirriwini, 18 september 1969), bijgenaamd The Croc, is een professioneel Australisch triatleet. Hij is meerdere malen Australisch kampioen triatlon en won ook meerdere keren de ITU wereldbeker (overall).
Hij kreeg zijn bijnaam door het trainen vlak bij zijn huis in wateren waar krokodillen zwemmen. Daags voor de Olympische kwalificatie voor Sydney 2000 was hij aangereden door een auto. 

## Titels
- Australisch nationaal kampioen: 1989, 1992, 1993, 1994, 1997
- Australisch kampioen lange afstand: 1993

## Prijzen
- ITU wereldbeker triatlon - 1992, 1993, 1994, 1995

## Belangrijke prestaties

### triatlon
- 1989: 6e WK olympische afstand in Avignon - 2:02.22
- 1990:  WK olympische afstand in Orlando - 1:52.40
- 1993: 4e WK olympische afstand in Manchester - 1:53.55
- 1994:  ITU wereldbekerwedstrijd in Osaka
- 1994:  ITU wereldbekerwedstrijd in Cleveland
- 1994:  ITU wereldbekerwedstrijd in Wilkes Barre
- 1994:  ITU wereldbekerwedstrijd in Gerardmer
- 1994:  ITU wereldbekerwedstrijd in San Sebastian
- 1994:  ITU wereldbekerwedstrijd in Ixtapa
- 1994:  WK olympische afstand in Wellington - 1:51.49
- 1995:  ITU wereldbekerwedstrijd in Gerardmer
- 1995:  ITU wereldbekerwedstrijd in San Sebastian
- 1995:  ITU wereldbekerwedstrijd in Derry
- 1995:  ITU wereldbekerwedstrijd in Gamagori
- 1995:  ITU wereldbekerwedstrijd in Drummondville
- 1995:  ITU wereldbekerwedstrijd in Sydney
- 1995:  WK olympische afstand in Cancún - 1:49.22
- 1997:  ITU wereldbekerwedstrijd in Gamagori
- 1997:  ITU wereldbekerwedstrijd in Stockholm
- 1997: 26e ITU wereldbekerwedstrijd in Sydney
- 1997: 4e WK olympische afstand in Perth - 1:49.39
- 1999: 6e ITU wereldbekerwedstrijd in Gamagori
- 1999: 29e ITU wereldbekerwedstrijd in Sydney
- 1999: DNF ITU wereldbekerwedstrijd in Tiszaujvaros
- 1999: 40e ITU wereldbekerwedstrijd in Cancún
- 1999: 34e WK olympische afstand in Montreal - 1:47.46